# T.H.E. Fox
T.H.E. Fox é um comic furry criado pelo Joe Ekaitis e lançado em 1986 e finalizado em 1998, sendo um dos primeiros webcomics. T.H.E Fox foi publicado no CompuServe, Q-Link e GEnie, e posteriormente na Web como Thaddeus.  Apesar de ter sido publicada semanalmente por vários anos, o comic nunca foi publicado na syndication. As atualizações foram tornando-se cada vez menos frequentes, até eventualmente serem interrompidas.